# Szczyrk Mountain Resort
Szczyrk Mountain Resort (dawniej Ośrodek Narciarski Czyrna-Solisko w Szczyrku, Szczyrkowski Ośrodek Narciarski) – jeden z większych ośrodków narciarskich w Polsce, położony w Beskidzie Śląskim (Pasmo Baraniej Góry) na północnych zboczach Małego Skrzycznego (1211 m n.p.m.) i Wierchu Pośredniego (1000 m, który z kolei jest niewybitnym wzniesieniem na północnym zboczu Malinowa). Ośrodek ma dwie dolne stacje: Szczyrk Gondola (przy dolnej stacji gondoli „Hala Skrzyczeńska”) i południową – Solisko (bliżej Przełęczy Salmopolskiej).

## Trasy i wyciągi
Wśród 18 tras ośrodka dwie są kultowe:
- Bieńkula (5) – (o czarnym stopniu trudności), jedna z kilkunastu czarnych tras zjazdowych w Polsce. Jest to trasa wymagająca, zarówno w sezonie 2009/2010, jak i 2010/2011 na trasie tej zdarzyły się narciarskie wypadki śmiertelne[1][2] (w sezonie 2009/2010 zginął tu instruktor narciarstwa),
- Golgota (11) – czerwona. Nazwa pochodzi z czasów, gdy trasa nie była ratrakowana i przejazd nią był nadzwyczaj męczący.

Obie te trasy miały homologacje FIS na rozgrywanie międzynarodowych zawodów narciarskich. Obie licencje były ważne do 29 listopada 2015 roku i dotyczyły obu płci. Bieńkula miała homologację na slalom gigant, a Golgota – na slalom. Obecnie żadna z tras w ośrodku nie ma homologacji.
| Nazwa trasy         | Trudność  | Start              | Start           | Meta                   | Meta            | Dł. (m) | Prze- wyż- sze- nie (m) | Na- chy- le- nie (%) | Oś- wie- tle- nie | Sztucz- ne naśnie- żanie | Wyciągi narciarskie                                     | Wyciągi narciarskie | Wyciągi narciarskie   | Wyciągi narciarskie      |
| Nazwa trasy         | Trudność  | nazwa              | wys. (m n.p.m.) | nazwa                  | wys. (m n.p.m.) | Dł. (m) | Prze- wyż- sze- nie (m) | Na- chy- le- nie (%) | Oś- wie- tle- nie | Sztucz- ne naśnie- żanie | nazwy                                                   | dłu- gość (m)       | róż- nica wznie- sień | prze- pusto- wość (os/h) |
| ------------------- | --------- | ------------------ | --------------- | ---------------------- | --------------- | ------- | ----------------------- | -------------------- | ----------------- | ------------------------ | ------------------------------------------------------- | ------------------- | --------------------- | ------------------------ |
| 1 (Sportowa)        | czerwona  | Hala Skrzyczeńska  | 1000            | Czyrna/Szczyrk Gondola | 610/590         | 1687    | 388                     | 23,0                 | tak               | tak                      | A1                                                      | 1434                | 410                   | 3000                     |
| 2 (Świerkowa)       | niebieska | Małe Skrzyczne     | 1211            | Hala Skrzyczeńska      | 1000            | 1350    | 210                     | 15                   | nie               | tak                      | C3                                                      | 1218                | 211                   | 720                      |
| 3 (Szczyrkowska II) | niebieska | Hala Skrzyczeńska  | 1000            | Szczyrk Gondola        | 590             | 2810    | 210                     | 19                   | tak               | tak                      | A1                                                      | 1434                | 410                   | 3000                     |
| 3a (Kopa)           | niebieska | Skrzyczne          | 1250            | Zbójnicka Kopa         | 1205            | 1000    | 45                      | 9                    | nie               | nie                      |                                                         |                     |                       |                          |
| 3b (Szczyrkowska I) | niebieska | Zbójnicka Kopa     | 1205            | Hala Skrzyczeńska      | 1000            | 2095    | 205                     |                      | nie               | tak                      | B5                                                      | 1690                | 341                   | 2000                     |
| 3c (Zbójnicka)      | niebieska | Zbójnicka Kopa     | 1205            | Ondraszek              |                 | 700     |                         |                      | nie               | nie                      |                                                         |                     |                       |                          |
| 4 (Szumarjanka)     | niebieska | Hala Skrzyczeńska  | 1000            | Solisko                | 655             | 2014    | 345                     | 17                   | nie               | tak                      | B1                                                      | 1574                | 349                   | 2400                     |
| 4a (Suche)          | niebieska |                    |                 |                        |                 | 396     |                         |                      | nie               | tak                      |                                                         |                     |                       |                          |
| 5 (Bieńkula)        | czarna    | Hala Skrzyczeńska  | 1000            | Czyrna                 | 612             | 1535    | 398                     | 25                   | nie               | tak                      | A1 (wymaga dodatkowego przejazdu z Czyrnej pod gondolę) | 1434                | 398                   | 3000                     |
| 6 (Turystyczna)     | niebieska | Hala Skrzyczeńska  | 1000            | Solisko                | 760             | 1900    | 240                     | 13                   | nie               | nie                      | B1                                                      | 1574                | 349                   | 2400                     |
| 7 (Malinowa)        | czerwona  | Hala Skrzyczeńska  | 1000            | Solisko                | 655             | 1820    | 345                     | 19                   | nie               | tak                      | B1                                                      | 1574                | 349                   | 2400                     |
| 8 (Sielska)         | niebieska | Wierch Pośredniego | 1000            | Hala Pośrednia         | 900             | 1350    | 100                     | 12                   | nie               | tak                      | B2                                                      | 1348                | 341                   | 3000                     |
| 9 (Juliany)         | niebieska | Wierch Pośredniego | 1000            | Hala Pośrednia         | 810             | 850     | 180                     | 21                   | nie               | nie                      | B2                                                      | 1348                | 341                   | 3000                     |
| 9a (Pośrednia)      | czerwona  | Wierch Pośredniego | 1000            | Hala Pośrednia         | 810             | 670     | 150                     |                      | nie               | nie                      | B2                                                      | 1348                | 341                   | 3000                     |
| 10 (Salmopolska)    | niebieska | Wierch Pośredniego | 1000            | Solisko                | 655             | 1813    | 335                     | 18                   | nie               | tak                      | B2                                                      | 1348                | 341                   | 3000                     |
| 11 (Golgota)        | czerwona  | Hala Pośrednia     | 870             | Solisko                | 655             | 800     | 245                     | 31                   | nie               | tak                      | B2                                                      | 1348                | 341                   | 3000                     |

W ofercie ośrodka znajduje się ok. 25 km tras zjazdowych o różnym stopniu trudności. 80% tras ośrodka posiada nowoczesny system naśnieżania. Wszystkie trasy są ratrakowane, a 2 z nich są oświetlone po zmroku (1, 3). Nocna jazda odbywa się łącznie na prawie 5 km. Od sezonu 2018/2019 ośrodek zyskał dwukierunkowe połączenie z trasami COS Szczyrk, co przy wspólnym karnecie daje możliwość jazdy na 40 km.
Stacja jest członkiem Stowarzyszenia Polskie stacje narciarskie i turystyczne.

## Bike park i letnia turystyka
Latem Szczyrk Mountain Resort oferuje rozbudowaną infrastrukturę dla miłośników kolarstwa górskiego. Na terenie ośrodka działa kompleks tras rowerowych Szczyrk Enduro Trails by TREK, obejmujący około 16 kilometrów tras zjazdowych o zróżnicowanym stopniu trudności. Trasy zostały zaprojektowane z myślą zarówno o początkujących, jak i zaawansowanych rowerzystach, umożliwiając jazdę w stylu enduro i trailowym. Na miejscu funkcjonuje wypożyczalnia rowerów, w tym także elektrycznych (e-bike), a także organizowane są zorganizowane wycieczki rowerowe i szkolenia prowadzone przez licencjonowanych instruktorów kolarstwa górskiego oraz trialowego. Ośrodek stanowi jedno z najważniejszych miejsc aktywnego wypoczynku w Beskidzie Śląskim w sezonie letnim.

## Operator
Operatorem ośrodka jest Szczyrkowski Ośrodek Narciarski SA (SON SA) z siedzibą w Szczyrku przy ul. Narciarskiej 10. Jest to spółka zarejestrowana w KRS w listopadzie 2002 roku. Została założona z inicjatywy Stowarzyszenia Właścicieli Gruntów Narciarskich „Stowag” w Szczyrku. Do 5 marca 2014 roku akcjonariuszami spółki było 52 właścicieli gruntów i Stowarzyszenie Właścicieli Gruntów „Stowag”. Statutowym celem utworzonej spółki jest rozwój Ośrodka Narciarskiego Czyrna-Solisko. Akcjonariusze SON SA dysponują ok. 24% powierzchni tras zjazdowych i pod wyciągami. Prezesem zarządu spółki jest Stanisław Bolesław Richter.
7 marca 2014 roku słowacka spółka Tatry Mountain Resorts AS ogłosiła, że 5 marca kupiła 97% akcji spółki SON SA.

## Historia
Pierwsze wyciągi narciarskie Górniczego Ośrodka Narciarskiego (GON) były budowane przez śląskie kopalnie na przełomie lat 60. i 70. XX wieku. Relacje z właścicielami działek nie zostały prawnie uregulowane. W roku 1990 dyrektorem GON został Stanisław Richter, który jednocześnie (jako osoba fizyczna) kupował od prywatnych właścicieli ziemię na terenie ośrodka. Gliwicka Spółka Węglowa wniosła ośrodek aportem do powstałej w 1994 roku Gliwickiej Agencji Turystycznej S.A. (GAT), będącej spółką Skarbu Państwa. Stanisław Richter w dalszym ciągu pozostawał dyrektorem ośrodka, do 1998 roku. Po odejściu Richtera zaczął narastać konflikt między ówczesnym operatorem ośrodka a właścicielami gruntów (w tym Richterem), na których ośrodek działał. Ponad 60 procent terenów, po których przebiegają trasy i wyciągi, należy do 120 prywatnych właścicieli. Stanisław Richter był inicjatorem powstania Stowarzyszenia Właścicieli Gruntów „Stowag” w Szczyrku, próbując doprowadzić do współgospodarowania ośrodkiem. Na przełomie wieków Stowag wychodził z wieloma inicjatywami zmian własnościowych ośrodka, jednak bez skutku. Zainteresowane kupnem ośrodka były również władze Szczyrku.
W wyniku narastającego konfliktu między GAT a Stowag przez kilka sezonów w latach 2000–2010 ośrodek był praktycznie nieczynny (przeważnie czynne były jedynie 4 z 13 wyciągów i niektóre trasy). W latach 2001–2010 w ośrodku tym oraz w Ośrodku Narciarskim Pilsko w Korbielowie, również należącym do GAT, obowiązywał wspólny system karnetów. Po wydzierżawieniu ośrodka w 2010 roku Szczyrkowskiemu Ośrodkowi Narciarskiemu zrezygnowano z tego systemu. Wreszcie w 2011 roku GAT przeprowadził przetarg na sprzedaż ośrodka jako zorganizowanej części przedsiębiorstwa spółki i w wyniku publicznej licytacji, do której stanął jeden chętny, wyłonił 14 kwietnia 2011 roku nabywcę, czyli Szczyrkowski Ośrodek Narciarski, któremu sprzedał ośrodek za 13,7 mln zł.
SON SA pozyskał dofinansowanie z Europejskiego Funduszu Rozwoju Regionalnego w ramach Regionalnego Programu Operacyjnego Województwa Śląskiego na lata 2007–2013 w wysokości ok. 750 tys. zł na rozbudowę infrastruktury ośrodka. Od sezonu 2014/2015 w Ośrodku Czyrna-Solisko i w Ośrodku COS (Skrzyczne) obowiązuje wspólny system karnetów.
Gdy w 2014 roku ośrodek stał się własnością Tatry Mountain Resorts, rozpoczęto intensywną rozbudowę: wybudowano 3 nowe sześcioosobowe koleje krzesełkowe, jedną kolej gondolową, poszerzono trasy i zmodernizowano system naśnieżania. Równocześnie zlikwidowano wszystkie stare wyciągi.

## Plany na przyszłość
Planowana jest budowa sześcioosobowych zamykanych kanap z Czyrnej na Halę Skrzyczeńską oraz z Hali Skrzyczeńskiej na Małe Skrzyczne. Ma powstać również pierwsza w Polsce kolej ośmioosobowa zamykana na Julianach.

## Inne ośrodki narciarskie i wyciągi w pobliżu
W pobliżu Ośrodka Narciarskiego Szczyrk Mountain Resort znajduje się wiele innych stacji narciarskich i wyciągów:
- w Czyrnej w pobliżu dolnej stacji i parkingów działają w zimie na oślich łączkach 3 wyrwirączki,
- duży Ośrodek Narciarski Centralnego Ośrodka Sportu – Ośrodka Przygotowań Olimpijskich w Szczyrku na zboczach Skrzycznego ze słynną, najdłuższą w Polsce, czarną trasą FIS-owską,
- w pobliżu dolnej stacji powyższego ośrodka – parę oślich łączek i wyciągi „Kaimówka”,
- Ośrodek Narciarski Beskid Sport Arena w Szczyrku
- Kompleks Narciarski „Biały Krzyż” na Przełęczy Salmopolskiej z 2 wyciągami (orczykowy „Biały Krzyż” o długości ok. 300 m i talerzykowy „Bartuś” o długości ok. 200 m); trasy tu są łatwe, są ratrakowane, dośnieżane i oświetlone,